# ブルース・ペイン
ブルース・ペイン（Bruce Martyn Payne、1958年11月22日 - ）は、イギリスの俳優。
ロンドン出身。1979年に王立演劇学校に入学、1981年に卒業。同期にはジョナサン・プライス、アラン・リックマン、ケネス・ブラナー、フィオナ・ショウ等がいる。
悪役での出演が多く、『ダンジョン&ドラゴン』、『ダンジョン&ドラゴン2』のダモダー役で知られる。

## 主な出演作品
- ゲイ人大尉と兵隊ヤクシャ Privates on Parade (1983)
- ザ・キープ The Keep (1983)
- オックスフォード・ブルース Oxford Blues (1984)
- ビリー・ザ・ハスラー Billy the kid and the Green Baize Vampire (1985)
- ビギナーズ Absolute Beginners (1986)
- マネー・ウォーズ Smart Money (1986)
- 太陽の7人 Solarbabies (1986)
- 女王と祖国のために For Queen and Country (1988)
- ガラスの中の私 Zwei Frauen / Silence Like Glass (1989)
- パイレーツ/この恋、火気厳禁! Pyrates (1991)
- ハウリングVI／突然変異体 Howling VI: The Freaks (1991)
- スウィッチ/素敵な彼女? Switch (1991)
- パッセンジャー57 Passenger 57 (1992)
- シュリンジ Full Eclipse (1993)
- ネクロノミカン Necronomicon (1993)
- ラストリベンジ/怒りの標的 One Tough Bastard (1995)
- インターセプター2 Aurora: Operation Intercept (1995)
- マネークラッシュ Kounterfeit (1996)
- フル・ブラスト No Contest II (1997)
- ラベジャー Ravager (1997)
- ニキータ La Femme Nikita (1998) テレビドラマ
- スウィーパーズ Sweepers (1998)
- ワーロック/ジ・エンド・オブ・ミレニアム Warlock III: The End of Innocence (1999)
- ハイランダー/最終戦士 Highlander: Endgame (2000)
- ダンジョン&ドラゴン Dungeons & Dragons (2000)
- ブリタニック Britannic (2000) テレビ映画
- RIPPER 地獄からの手紙 Ripper (2001)
- スティール Riders (2002)
- アポカリプス 〜黙示録〜 San Giovanni - L'apocalisse (2002) テレビ映画
- 1.0 【ワン・ポイント・オー】 One Point O (2004)
- ダンジョン&ドラゴン2 Dungeons & Dragons: Wrath of the Dragon God (2005)
- 検屍官 アイ・オブ・ザ・デッド Messages (2007)
- フライ・オブ・ザ・デッド Prowl (2010)
- ゲッタウェイ スーパースネーク Getaway (2013)
- ハード・パニッシャー Vendetta (2013)
- S.W.A.T. vs デビル Asylum (2014)
- エイジ・オブ・キル Age of Kill (2015)
- RE-KILL ［リ・キル］ 対ゾンビ特殊部隊 Re-Kill (2015)